# Кондратюк, Николай Фёдорович
Николай Фёдорович Кондратюк (род. 11 июля 1957) — российский политик, генерал-полковник, заместитель директора Федеральной службы охраны (2016—2020), сенатор Российской Федерации (с 2021). Член Комитета Совета Федерации по обороне и безопасности.
Из-за поддержки нарушения территориальной целостности Украины во время российско-украинской войны находится под персональными международными санкциями Евросоюза, США, Великобритании и ряда других стран.

## Биография
В 1979 году окончил Орловское высшее военное командное училище связи им. М. И. Калинина (впоследствии вошло в состав Академии ФСО России).
В 2000-е годы являлся помощником мэра Москвы Лужкова, в 2007 году уволен. С 15 февраля 2008 по 10 сентября 2012 года — руководитель администрации главы Одинцовского района Александра Гладышева.
В 2012 году назначен заместителем руководителя Службы безопасности президента РФ Федеральной службы охраны (ФСО) России, с 2014 по 2016 год руководил Службой охраны в Крыму ФСО РФ. В 2016—2020 годах занимал должность статс-секретаря — заместителя директора ФСО РФ.
2 сентября 2019 года издание Republic опубликовало сведения об имуществе членов семьи Кондратюка общей стоимостью 894 млн рублей в престижном посёлке Знаменские просторы близ резиденции президента Путина Ново-Огарёво.
30 января 2020 года указом президента Путина освобождён от должности заместителя директора ФСО.
Работал в Москве советником генерального директора ООО «Компания „Инновационные решения безопасности“».
21 декабря 2021 года указом губернатора Пензенской области Олега Мельниченко назначен членом Совета Федерации, представителем исполнительного органа государственной власти региона на период до сентября 2026 года, когда истекают полномочия Мельниченко.